# Ал-Кафирун
Сура Ал-Кафирун (арабски: سورة الكافرون), „Неверниците“, е името на 109-а сура от Свещения Коран.

## Резюме
Както много от по-късите сури, Ал-Кафирун е под формата на призив и казва на читателя, че той трябва да прокламира нещо. Тук се прокламира разликата между вярата и безверието и в миналото, и в настоящето, завършвайки с често срещания цитат:
| „             | Вие си имате вашата религия и аз имам своята религия.” | “ |
| Ал-Кафирун, 6 |                                                        |   |

Въпреки че някои виждат това като аргумент срещу религиозната нетолерантност, други го възприемат като откровение за точно определен период от време, предупреждавайки новоучреденото мюсюлманско малцинство в Мека срещу това да бъдат склонени (от мнозинството Курейши) да заговорничат с неверниците. Уахб бин Мунабих разказва, че Курейшите казвали на пророка на Аллах: „Ако искате, ние ще приемем вашата вяра за една година, а вие – нашата за една година.“ (Абд бин Хумаид, Ибн аби Хатим). От време на време лидерите на Курейшите посещавали Мохамед с различни предложения за компромис, така че ако той приеме един от тях, спорът между тях ще бъде доведен докрай.
Сурата е низпослана в Мека, когато мюсюлманите са били малцинство и са били преследвани от политеистите в града.

## Относно
Хадисът   разказва:
| “ | Молитва в два ракята: В първия ракят се рецитира сура Ал-Фатиха, следвана от сура Ал-Кафирун. Във втория ракят се рецитира сура Ал-Фатиха, следвана от сура Ал-Ихлас. | ” |